# Передовий
Передови́й (рос. Передовой, ерз. Передовой) — селище у складі Єльниківського району Мордовії, Росія. Входить до складу Єльниківського сільського поселення.
Населення — 68 осіб (2010; 87 у 2002).
Національний склад (станом на 2002 рік):
- росіяни — 93 %